# Biblioteca Parker
La Biblioteca Parker es la biblioteca de libros raros y manuscritos del Corpus Christi College, Cambridge, Inglaterra. Es conocida por su colección de más de 600 manuscritos, en particular textos medievales, la mayoría de los cuales fueron legados al Colegio por el arzobispo de Canterbury Matthew Parker, antiguo Maestro del Colegio de Corpus Christi, y uno de los primeros responsables de los manuscritos de la Crónica anglosajona.

## Colección
La biblioteca alberga una proporción significativa de todos los manuscritos anglosajones existentes, incluyendo la primera copia de la Crónica Anglosajona —Versión A de la ASC, Corp. Chris. MS 173, conocida como la Crónica de Winchester o la Crónica de Parker, c. 890—, el de inglés antiguo de Beda y la traducción del rey Alfredo el Grande del Regula Pastoralis —un manual para sacerdotes—, así como en latín el Evangelio de San Agustín uno de los libros encuadernados más antiguos que existen. La colección también incluye textos clave de inglés medio, como el Ancrene Wisse, el Brut reelaborado por el clérigo inglés Layamon y el Troilo y Crésida de Geoffrey Chaucer. Otros artículos incluyen diarios de viaje y mapas medievales, apocalipsis, bestiarios, una de las piezas más antiguas de la música escrita existente, y manuscritos iluminados, como la Biblia Bury (c. 1135) y la Chronica Majora de Mateo de París (c.1250). Un catálogo completo y ordenado por orden alfabético está disponible en .

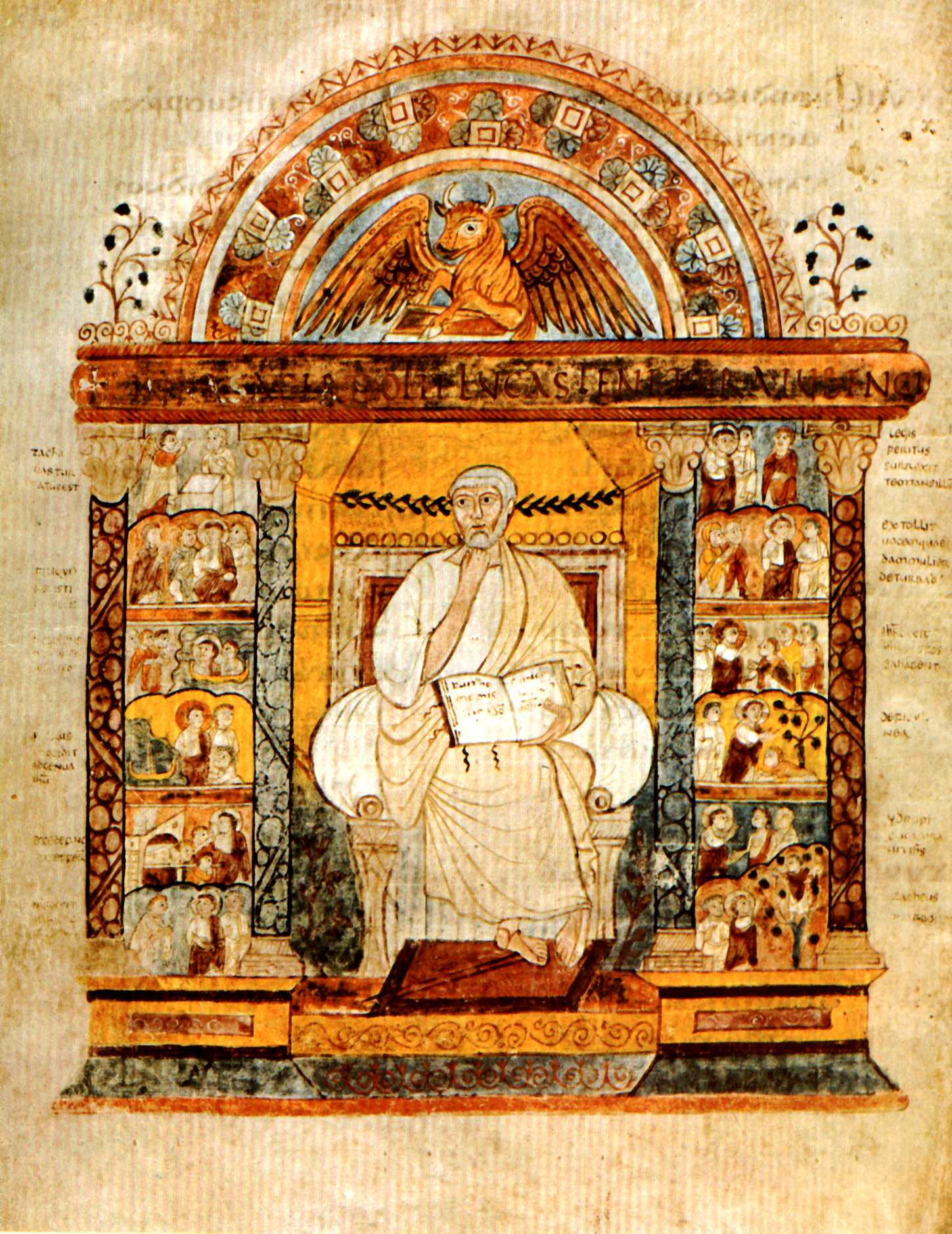
Miniatura iluminada de San Lucas, Folio 129v del Evangelio de San Agustín (MS 286)

Su posesión más prestigiosa es el Evangelio de San Agustín (Cambridge, Corpus Christi College, Lib. MS. 286), que se cree fue traído a Inglaterra por la  misión agustiniana, enviada por el papa Gregorio I para convertir al pueblo de Gran Bretaña en el año 597. Es un libro de evangelios iluminados creado en Italia en el siglo VI y ha estado en Inglaterra desde poco después de su creación. Tiene 265 hojas que miden alrededor de 252 x 196 mm, y no está del todo completo, faltan páginas con miniaturas en particular. Este manuscrito es el libro de Evangelio ilustrado en latín más antiguo que se conserva —en contraposición al griego o al sirio—, y uno de los libros europeos más antiguos que existen. Aunque las únicas iluminaciones que se conservan son dos miniaturas de página completa que son de gran importancia en la historia del arte, ya que se han conservado muy pocas imágenes comparables. Los Evangelios... se usan en la entronización de los Arzobispos de Canterbury hoy en día y son transportados hacia y desde Canterbury para esta ocasión por el Master y los representantes del colegio.
En octubre de 2016, Christopher de Hamel anunció que un  salterio anglosajón del siglo XI —Cambridge, Corpus Christi College, Lib. MS. 411— de la colección de la biblioteca había pertenecido «indudablemente» a Thomas Becket, y era posible que Becket tuviera este mismo salterio cuando fue asesinado en 1170. Tiene una inscripción del siglo XVI que atribuye su propiedad a Becket, pero esta afirmación había sido previamente descartada como ridícula. Sin embargo, después de saber de una referencia a un salterio propiedad de Becket en un rollo de la sacristía de la catedral de Canterbury, de Hamel se dio cuenta de que el salterio de la biblioteca coincidía con el descrito en el rollo de sacristía. La identidad fue apoyada por un retrato de una vidriera de colores del siglo XIII de Becket en la catedral de Canterbury, en el cual acuna un libro de color y encuadernación similar bajo su brazo izquierdo. Basándose en la elaboración del salterio, de Hamel supone que fue creado originalmente para un arzobispo, posiblemente Alphege.
Aunque periódicamente se realizan exposiciones de algunos de los materiales, el acceso a la colección completa de manuscritos que se encuentra en el Corpus Christi College está limitado a los eruditos. El público puede ver algunos de los tesoros de la biblioteca en las jornadas de puertas abiertas, especialmente durante el evento anual «Cambridge abierto», o, dado que la adición de la bóveda y las nuevas instalaciones de aprendizaje en la planta baja ha liberado espacio en la biblioteca original, en las visitas privadas.

## Historia

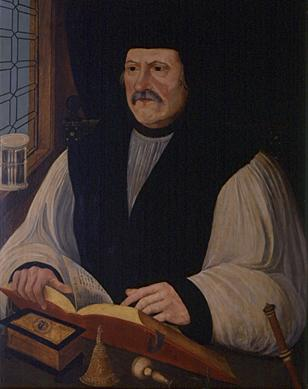
Retrato del arzobispo Matthew Parker.

La colección se inició en 1376, poco después de la fundación del Colegio, y se mejoró mucho con un legado de Matthew Parker en 1574, el Maestro del Colegio entre 1544 y 1553. Sirvió como capellán de Ana Bolena, vicecanciller de la Universidad de Cambridge, y arzobispo de Canterbury de 1559 a 1575. Fue durante este tiempo que formó una fina colección de manuscritos, rescatados de las bibliotecas de monasterios disueltos. Parker, uno de los arquitectos del asentamiento isabelino y de la moderna Iglesia de Inglaterra, estaba muy interesado en reunir y preservar los manuscritos de la Inglaterra anglosajona como evidencia de una antigua iglesia de habla inglesa independiente de Roma. Parker deseaba demostrar una sucesión apostólica para la Iglesia inglesa. El regalo original de Parker consistió en unos 480 manuscritos y unos 1000 libros impresos que abarcan los siglos VI-XVI.
Ya en el siglo XVI, esta colección fue reconocida como un tesoro único, y Parker no la legó sin ningún tipo de cuerda. Dentro de los términos de su donación, Parker declaró que si se perdía más de un cierto número de libros, el resto de la colección pasaría primero a Gonville and Caius College de Cambridge y luego —en caso de más pérdidas— a Trinity Hall de Cambridge. Cada pocos años, representantes de ambos colegios inspeccionan ceremonialmente la colección para detectar pérdidas. Parker puso una condición similar a la plata que también legó al colegio, y estas estipulaciones son parte de la razón por la que el Colegio de Corpus Christi conserva hasta el día de hoy la totalidad de la biblioteca y la colección de plata, ya que no pudieron vender o fundir las partes menos valiosas de ninguna de las dos colecciones sin perder ambas.
La colección ha estado alojada en la Sala de Wilkins, a lo largo del lado sur de New Court dentro del Colegio, desde 1827. La planta baja, que hasta 2006 fue la biblioteca estudiantil del colegio, se ha convertido en una bóveda a prueba de incendios y una sala de lectura separada para los académicos visitantes.
La actual bibliotecaria es Philippa Hoskins, elegida como segunda bibliotecaria Donnelley Fellow en 2019. En 2004 el Colegio estableció los «Amigos de la Biblioteca Parker», un pequeño club por suscripción con el fin de recaudar fondos y asegurar el futuro de la Biblioteca.

## Biblioteca Parker en la web
El proyecto Parker Library on the Web  es una empresa conjunta dirigida por Corpus Christi College (Cambridge), la Biblioteca de la Universidad de Cambridge y la Biblioteca Green de la Universidad Stanford en los Estados Unidos. El objetivo principal del proyecto es digitalizar todos los manuscritos medievales en la Biblioteca Parker y ser el primer proyecto que busca hacer que una biblioteca completa sea públicamente accesible en la web. El proyecto está financiado por la Fundación Mellon.
La fase inicial del proyecto comenzó en el verano de 2003, cuando se digitalizaron los dos primeros manuscritos, MSS 16 y 26. Estas imágenes estaban disponibles como un prototipo inicialprototype. En los primeros meses de 2005 se realizó un estudio de viabilidad y el proyecto principal comenzó a finales de ese año. Las imágenes fueron realizadas por el personal de imágenes de la Biblioteca de la Universidad de Cambridge, que trabaja en el Colegio de Corpus Christi. El proyecto ha digitalizado los 538 manuscritos descritos en el Descriptive Catalogue of the Manuscripts in the Parker Library, Corpus Christi College  de M. R. James (Cambridge University Press, 1912) creando una aplicación web interactiva de suscripción exclusiva en la que las imágenes de las páginas de los manuscritos pueden ser utilizadas por estudiosos y estudiantes en el contexto de las ediciones, las traducciones y fuentes secundarias. Un número muy reducido de ellos son libros impresos, erróneamente catalogados como manuscritos en el siglo XVIII, por lo que fueron excluidos. Además, hay algunos manuscritos con páginas de papel muy dañadas por la humedad, o aquellos con encuadernaciones muy frágiles, que en la actualidad no pueden ser visualizados con éxito en su totalidad. Las imágenes exteriores fueron hechas de las actuales encuadernaciones de cada manuscrito. Información adicional extraída de la lista suplementaria de Richard Vaughan y John Fines de 1960 y material descriptivo proporcionado por la Biblioteca Parker para cualquier manuscrito adquirido más recientemente.
Terminado en 2010, el proceso implicó la digitalización de más de 200.000 páginas separadas. Una versión beta, aunque incompleta y con algunos errores, está actualmente disponible de forma gratuita para todos los usuarios registrados.